# 小田平集落
小田平集落（こだびらしゅうらく）は現在の長崎県長崎市西出津町を指す旧称・郷名で（自治会に名称を残す）、隠れキリシタンが切り拓いた集落の景観を保持しているとして文化財保護法に基づく重要文化的景観「長崎市外海の石積集落景観」の中核を成し、2016年に世界遺産登録審査予定である長崎の教会群とキリスト教関連遺産の構成資産「出津教会堂と関連遺跡」の一部として旧出津救助院とともに対象となっていたが、国際記念物遺跡会議の「禁教期に焦点を絞るべき」との指摘により2016年2月9日に閣議了解で長崎の教会群とキリスト教関連遺産の推薦が一旦取り下げられ、7月25日に改めて2018年の審査対象となった（2018年6月30日に長崎と天草地方の潜伏キリシタン関連遺産として世界遺産登録が決定）。この際、それまで構成資産の主体であった出津教会堂と旧出津救助院が禁教明けの明治時代になってから建てられたものであり、再推薦では「外海の出津集落」すなわち小田平集落を主体とし、教会堂と救助院は集落に包括される形式となった。

## 基本情報
小田平は西彼杵半島のほぼ中央、角力灘に面し、大野岳の南に伸びる尾根先端の変岳裾野南斜面海抜0～100メートル付近、出津川西岸側の河岸段丘に立地する。一帯はリアス式海岸のため陸路での接近が難しく、キリシタンが隠れ住むのに適した地の利であった。地質的には地中に結晶片岩（地元では温石と呼ぶ）が埋もれ、火山灰酸性土壌であり、急峻な地形のため土壌流出も起こりやすく農業に不向きな反面、石積みが発展する要因となった。

### 歴史
歴史は古く、出津川河口の海岸には縄文時代・弥生時代の出津遺跡が確認されている。古代以降の様相は定かでないが、戦国時代には西彼杵半島の大半が大村氏の支配下となり、1563年（永禄6年）に大村純忠が洗礼を受けキリスト教を庇護したことで小田平を含む領民の多くがキリシタンとなった。しかし、1612年（慶長17年）の禁教令により弾圧が始まると多くは五島列島などへと逃れたが、大村藩領の西杵築にあって出津は佐賀藩の飛地（深堀鍋島家領）で追求の手が及びにくかったこともあり、一部は残留し潜伏キリシタンと化した。寺請制度により村単位で寺社が設けられたが小田平には現在に至るまで寺社は存在しない。出津の人々は表向き下黒崎町の柏木神社の氏子と樫山町の天福寺（曹洞宗）の檀家となり、天福寺はキリシタンであることを承知で受け入れ、本堂の本尊脇侍にマリア観音を安置したことから、「寺付き派」と呼ばれる集団となった。また、樫山の赤岳という山を聖地とした（これは平戸の安満岳信仰に共通する）。

1862年（文久2年）に描かれた『杵築郡三重村 賤津村 黒崎村 永田村図』（長崎歴史文化博物館蔵）の賤津が出津を指しており、現在の東出津町が絵図に比べ改変されているのに対し、小田平の道や畑の位置・規模は殆ど変っていない。

1871年（明治4年）、小田平を含む出津や隣接する黒崎など外海一帯で一斉検挙があり、隠れキリシタンが潜んでいることが発覚。1877年（明治11年）にド・ロ神父が赴任したことでカトリックに復帰した。

なお、旧小田平集落を網羅する西出津町の2010年（平成22年）の国勢調査による人口は211世帯568人。また、小田平を含む出津町には一般社会と共存しつつも「カクレキリシタン」の信仰を公に継承する人達が2004年（平成16年）時点で8家族いるとされる。

### 石積み
集落は畑作・林業が主体の「上」と、漁業が主体の「下（浜口）」で構成されていた。独特の景観である石積みがいつ頃発生したか明らかではないが、元々は獣害避けのしし垣から始まったと考えられ、遅くとも17世紀には確立したとされる。石積みの発展は大きく四つの段階に分けられ、Ⅰ期は江戸時代の景観形成～完成期、Ⅱ期は明治時代のド・ロ神父入植による西洋技術導入期、Ⅲ期は戦前までの近代化期、Ⅳ期は戦後（特に高度経済成長以降）の現代化期となる。

●Ⅰ期…隠れキリシタンが開墾し、石積みによる畑垣（段々畑の基壇壁）や家屋土台の石垣、漁港や係留施設にも波及

●Ⅱ期…隣接する大野集落の大野教会堂などに見られる家屋建築への応用

●Ⅲ期…農地改良や転作、生活様式の変化により耕作地での石積みの用途が減少、自動車道が引き込まれ景観も変貌

●Ⅳ期…国道202号（出津大橋）の開通により景観は一変、港湾整備と河川改修で海岸や川岸に見られた石積み護岸の大半は失われた。一方で文化財・観光資源としての価値が見直され保護も始まるが、一部で補強用にセメントを用い真正性が損なわれてもいる。また、離農による景観維持問題もある

### 産業
西出津では現在でも稲作は行われておらず、畑作と林業・漁業が営まれている。大村藩下で記された『郷村記』『見聞集』によると、外海の石積み畑で作られていた農作物はサツマイモを主体にムギ・ソバ・大豆と野菜類などで、これは今日でも変わりないが、近年は西洋野菜や果樹も生産されている。ド・ロ神父は茶や小麦の栽培も奨励した。外海町が県庁所在地である長崎市に編入されたことで、出津の畑は都市計画上の生産緑地地区に指定されている。

海産物としては、魚介や海藻が水揚げされたが、農作物ともども商品ではなく自給自足の食糧として消費された。なお、農肥料は刈敷と魚油に頼っていたが、海に面していたため潮風枯れ（塩害）が深刻で、石積みには防風の役割もあった。

数少ない現金収入源は、林業でヒノキ・スギ・マツなどを材木として切り出し、炭焼きも行われたほか、石積みに用いられる結晶片岩の雲母が珍重され、工業化が進むと長石粉としても重宝されたが、今では需要はなくなっている。

### 補注
1. ↑  急峻な地形で弥生文化を代表する稲作は棚田や灌漑技術が未発達だったため行われなかった
2. ↑  五島の重要文化的景観「新上五島町崎浦の五島石集落景観」は小田平など外海地区から移住したキリシタンが技術を伝播したとされる
3. ↑  旧出津救助院が建つ場所は巡察来村する代官の番所として使われた庄屋宅跡地で、江戸時代を通して踏絵は行われていた
4. ↑  天福寺には現在も潜伏キリシタン神具の十字架・メダイ・ロザリオやオラショ（祈祷書）が託されており、1979年（昭和54年）に本堂を建て替える際にはカトリックに復帰した信者から多くの寄付が寄せられた
5. ↑  古文書では「悉津」の表記もある
6. ↑  1865年（元治2年）の信徒発見に続く長崎各地よりの大浦天主堂詣でに小田平・出津からの記録がなくベルナール・プティジャン神父自らが密かに小田平に出向いており、この時まで潜伏していた
7. ↑  ド・ロ神父の斡旋により出津から平戸へ移住した者もおり、田平天主堂はそうした人々によって建立された
8. ↑  自身は「旧キリシタン」や「はなれ」と自称する
9. ↑  環東シナ海文化の影響（例えば沖縄の世界遺産琉球王国のグスク及び関連遺産群のグスクに見られるような石垣）を示唆する研究もある
10. ↑  東出津では稲作が行われ、田圃を構築するため古い石積み景観が損なわれた
11. ↑  小麦は旧出津救助院に併設されたマカロニ工場に持ち込まれ、現在では特産品の「ド・ロさまそうめん」として継承されている
12. ↑  小麦はミサにおける聖体を作る目的もある

### 参照
1. ↑  “長崎、天草の「潜伏キリシタン」が世界文化遺産に決定 22件目”. 産経新聞. (2018年6月30日) 2018年6月30日閲覧。
2. ↑  “長崎と天草地方の「潜伏キリシタン」世界遺産に”. 読売新聞. (2018年6月30日) 2018年6月30日閲覧。
3. ↑  出津遺跡 - 長崎県教育庁
4. ↑  岩﨑義則「五島灘・角力灘海域を舞台とした一八～一九世紀における潜伏キリシタンの移住について」『史淵』第150巻、九州大学大学院人文科学研究院、2013年3月、27-67頁、doi:10.15017/26230、hdl:2324/26230、ISSN 0386-9326。
5. ↑  ３千人規模のキリシタン移住　史実裏付ける家系図が発見 - クリスチャントゥデイ 2008年12月30日
6. ↑  山口百々男『長崎と天草地方の潜伏キリシタン関連遺産 -日本のユネスコ世界文化遺産-』サンパウロ、2020年。ISBN 978-4805664179。
7. ↑  長崎の教会群インフォメーションセンター
8. ↑  おらしょ-こころ旅　長崎県世界遺産登録推進課
9. ↑  ムンシ・ロジェ・ヴァンジラ『村上茂の伝記 カトリックへ復帰した外海・黒崎かくれキリシタンの指導者』聖母の騎士社、2012年、285頁。ISBN 978-4882163435。
10. ↑  長崎市外海の石積集落景観 - 奈良文化財研究所
11. ↑  大村藩の産業・交通と領民生活 (PDF)  - 大村市